# Matrimonio por poderes

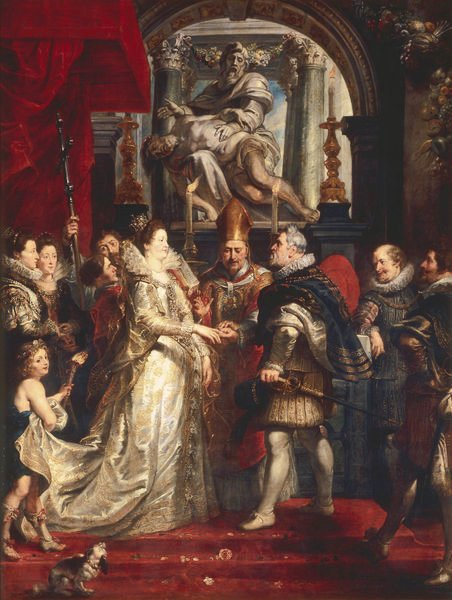
Matrimonio por poderes de María de Medici con el Rey Enrique IV por Peter Paul Rubens (1622-25)

Un matrimonio por poderes o casamiento por poderes es una boda en la que uno o ambos individuos que van a ser unidos no se encuentran físicamente presentes, y que por lo general son representados por otras personas. Si ambas partes están ausentes puede producirse un doble matrimonio por poderes. En España es preceptiva la presencia de uno de los contrayentes (art. 55.1 CC).
El matrimonio por poderes es generalmente recurrido a cualquiera cuando una pareja desea casarse, pero uno o ambos cónyuges no pueden asistir por razones tales como el servicio militar, prisión o las restricciones de un viaje; o cuando una pareja vive en una jurisdicción en la cual no pueden contraer matrimonio legalmente.
Las bodas por poderes no son reconocidos como jurídicamente vinculante en la mayoría de jurisdicciones: ambas partes deben estar presentes. Bajo la ley común inglesa, si un matrimonio por poderes es válido por la ley del lugar donde se celebró el matrimonio (la lex loci celebrationis), a continuación, será reconocido en Inglaterra.

## Historia
Comenzando en la Edad Media, los monarcas europeos y la nobleza, a veces, se casaban por poderes. Un ejemplo de esta época fue el matrimonio entre Enrique IV y Juana de Navarra, hija de Carlos II, Rey de Navarra, en Eltham, el 3 de abril de 1402. Otro ejemplo famoso es el matrimonio de María, Reina de Hungría con Luis I, Duque de Orleans en 1385.
Ya en época moderna es conocido el matrimonio por poderes entre Catalina de Aragón y el príncipe Arturo en 1499.
Un famoso 17 cuadro del siglo XVI por Rubens representa el casamiento de María de Médicis en 1600. 
Ya en el siglo XIX es conocido el matrimonio de Napoleón I de Francia y de la Archiduquesa de Austria María Luisa, en 1810. Pero ya a finales de este siglo, la práctica de esta fórmula matrimonial había pasado a la historia.
En 2015 varios sitios de Internet ofrecían matrimonios por poderes por una tarifa, aunque el servicio puede generalmente ser establecido por cualquier abogado en una jurisdicción que ofrece matrimonio por poder. La videoconferencia permitía a las parejas a experimentar la ceremonia juntos. Una única "boda espacial" tuvo lugar el 10 de agosto de 2003 cuando Ekaterina Dmitriev se casó con Yuri Malenchenko, un cosmonauta que orbitaba la Tierra en la Estación Espacial Internacional, en Texas, EE. UU.

## Regulación

### Alemania
Alemania no permite los matrimonios por poderes dentro de su jurisdicción (artículo 1311 del código civil alemán). Reconoce los matrimonios realizados en otros lugares donde es posible celebrarlos, con sujeción a las reglas habituales de derecho internacional privado, a menos que el derecho extranjero pueda ser incompatible con el orden público alemán (art. 6 de la EGBGB): este no es el caso con el matrimonio por poderes per se, sería si, por ejemplo, el apoderado se hace responsable de la elección del cónyuge, sin más preguntas en lugar de solo contraer matrimonio con un cónyuge dado.

### España
En España, el matrimonio se encuentra regulado en el Título IV del Libro I del Código Civil (artículos 42 a 107). De estos, el artículo 55 está dedicado al matrimonio por poderes, o matrimonio por apoderamiento, un procedimiento pensado para el matrimonio entre un nacional y un extranjero, con el objetivo de poder suplir la ausencia del segundo, no estando permitido el matrimonio por poderes cuando ambas partes estuvieren ausentes.
Esta regulación data de 1889, cuando se aprobó el Código Civil; el artículo 55 (antes 87), dice así:

Uno de los contrayentes podrá contraer matrimonio por apoderado, a quien tendrá que haber concedido poder especial en forma auténtica, siendo siempre necesaria la asistencia personal del otro contrayente.
En el poder se determinará la persona con quien ha de celebrarse el matrimonio, con expresión de las circunstancias personales precisas para establecer su identidad, debiendo apreciar su validez el Secretario judicial, Notario, Encargado del Registro Civil o funcionario que tramite el acta o expediente matrimonial previo al matrimonio.
El poder se extinguirá por la revocación del poderdante, por la renuncia del apoderado o por la muerte de cualquiera de ellos. En caso de revocación por el poderdante bastará su manifestación en forma auténtica antes de la celebración del matrimonio. La revocación se notificará de inmediato al Secretario judicial, Notario, Encargado del Registro Civil o funcionario que tramite el acta o expediente previo al matrimonio, y si ya estuviera finalizado a quien vaya a celebrarlo.
Artículo 55 del Código Civil español.

### Estados Unidos
En los Estados Unidos, los matrimonios por poderes son previstos por la ley o por la práctica habitual en Texas, Colorado, Kansas y Montana. De estos, Montana es el único estado que permite el doble de matrimonio por poder. Este tipo de matrimonio no puede ser solemnizado en ninguno de los otros estados del país angloamericano.
En 1924, un tribunal federal reconoció el casamiento por poderes de una residente de Portugal, donde estos matrimonios fueron reconocidos en ese entonces, y un residente de Pennsylvania, donde la ley común de los matrimonios podría ser contratado en el momento. La portuguesa pudo emigrar a los Estados Unidos debido a este matrimonio, mientras que habría sido inadmisible su residencia de otra manera debido a que era analfabeta.
A inicios del siglo XX, los matrimonios por poderes aumentaron significativamente cuando muchas japonesas que utilizaban el método de "novias de fotografía" llegaron a la Isla de los Ángeles, California. 
Se ha utilizado más comúnmente para las nupcias donde uno de los contrayentes es miembro de las fuerzas armadas en servicio activo. En California, el matrimonio por poderes sólo está disponible para el personal militar desplegado. En Montana, está disponible si una pareja está en servicio militar activo o es un residente de Montana.

### Iglesia católica
El derecho canónico permite el matrimonio por poderes, pero requiere oficiantes para recibir la autorización del ordinario local antes de proceder.